# ミシェル・ラフ
ミシェル・ラフ （Michelle Ruff、1967年9月22日 -） は、アメリカ合衆国の女性声優（ボイスオーバーアーティスト）。ミシガン州デトロイト出身。夫はレコーディング・エンジニアのエディ・コレア。

## 人物
ミシガン州立大学で通信工学を学びながらタレント・エージェンシーで働いていたが、そこの関係者からラジオCMのオーディションを紹介され合格。それがきっかけで声優の道に進み、主に日本製のアニメ・ゲームの英語吹き替え作品に出演している。
過去にはシカゴで即興劇を中心に舞台で活動していたが、声優としてデビュー後は声優に専念するため、女優の仕事はしない方針とされる。
セカンド・シティで演技を学び。声の演技はスーザン・ブルー、チャーリー・アドラー、アンドレア・ロマーノなどから学んだ。
思い入れのある役として峰不二子（『ルパン三世』）、ちぃ（『ちょびっツ』）、ナオミ（『金色のガッシュベル!!』）、朽木ルキア（『BLEACH』）をあげている。別名はジョルジェット・ローズ（Georgette Rose）。この芸名の由来は自身の母親の名前であるとのこと。

## 受賞・ノミネート
- アメリカン・アニメ・アワード
  - 最優秀女優賞候補『BLEACH』・『ルパン三世』[7]
  - 最優秀コメディ女優賞候補『ルパン三世』[7]
- アニメエキスポ2009 インダストリーアワード 女性声優賞（英語）
  - 受賞『劇場版BLEACH MEMORIES OF NOBODY』（朽木ルキア役）[8]。
  - 候補『天元突破グレンラガン』（ヨーコ役）[9]

## 出演作品

### テレビアニメ
1998年
- ふしぎ遊戯（見物人）

1999年
- 魔法騎士レイアース（セラ）

2000年
- アークザラッド（少年B）
- 課長王子（学生）
- デュアル!ぱられルンルン物語（真田三月）
- るろうに剣心 -明治剣客浪漫譚-（三条燕、関原妙）※ジョルジェット・ローズ名義

2001年
- 怪盗セイント・テール（恭子）
- 鬼神童子ZENKI（役小明）
- ゲートキーパーズ（近衛かおる）
- THE ビッグオー（ローラ）
- デジモンテイマーズ（ロップモン、アンティラモン）
- Night Walker -真夜中の探偵-（ユキ）
- HAND MAID メイ（谷かすみ）
- フォーチュン・クエストL（シロ）
- 女神候補生（キズナ・トゥリーク）
- メタルファイター・MIKU（みく、ナナ）

2002年
- ああっ女神さまっ 小っちゃいって事は便利だねっ（花子）
- X - エックス -（桃生小鳥）
- 風まかせ月影蘭（猫鉄拳のミャオ）
- コスモウォーリアー零
- SAMURAI GIRL リアルバウトハイスクール（結城ひとみ）
- GTO（神崎麗美、ヒロイン、アナウンサー）
- デジモンフロンティア（織本泉、フェアリモン、シューツモン）
- バビル2世（古見由美子）
- ヴァンドレッド（ヴェルベデール・ココ）
- ヴァンドレッド the second stage（ヴェルベデール・ココ）
- マッハGoGoGo（響美鈴、ニュースキャスター）
- ラブひな（ニャモ・ナーモ）
- るろうに剣心 -明治剣客浪漫譚-（絹）

2003年
- 藍より青し（桜庭葵）
- アルジェントソーマ（スカーレット、ナレーター）
- Witch Hunter ROBIN（堂島百合香）
- おねがい☆ティーチャー（縁川小石）
- 臣士魔法劇場 リスキー☆セフティ（セフティ、安達さん）
- サイボーグ009 THE CYBORG SOLDIER（母親）
- 十二国記（李斎、六太〈子供〉）
- スクライド（寺田あやせ、桂華）
- ちっちゃな雪使いシュガー（サガ・ベルイマン）
- ちょびっツ（ちぃ）
- ヒートガイジェイ（ビビアン）
- BRIGADOON まりんとメラン（如月萌、桃井ひとえ、桃井ふたえ、桃井みつえ）
- 炎の蜃気楼（美奈子）
- 魔法遣いに大切なこと（後藤綾乃）
- まほろまてぃっく（佐倉深雪、佐倉春音、美里優香）
- まほろまてぃっく〜もっと美しいもの〜（佐倉深雪、佐倉春音、美里優香）
- LAST EXILE（アルヴィス・ハミルントン、タチアナ・ヴィスラ）
- ラブひなクリスマスSPECIAL! 〜サイレント・イブ〜（女）
- ラブひな春スペシャル 〜キミサクラチルナカレ!!〜（ニャモ・ナーモ）
- 陸上防衛隊まおちゃん（キャロル・キャメロン）
- ルパン三世（峰不二子、花屋、セキュリティーの声、女王、女）
- ワイルドアームズ トワイライトヴェノム（ライラ）

2004年
- R.O.D -THE TV-（空港スタッフ）
- 藍より青し〜縁〜（桜庭葵）
- 宇宙のステルヴィア（藤沢やよい）
- おとぎストーリー 天使のしっぽ（ラン）
- おねがい☆ツインズ（縁川小石）
- GAD GUARD（アイコ・マリー・ハーモニー）
- ガングレイヴ（浅葱マリア）

2004年
- クレヨンしんちゃん（桜田ネネ）※フェーズ版
- 攻殻機動隊 STAND ALONE COMPLEX（ミキ）
- 時空冒険記ゼントリックス（ミーガン）
- 真月譚 月姫（アルクェイド・ブリュンスタッド）
- SPACE PIRATE CAPTAIN HERLOCK（静香）
- WOLF'S RAIN（レアラ）
- BURN-UP SCRAMBLE（老婆）
- はじめの一歩（飯村真理）
- まほろまてぃっく TVスペシャル えっちなのはいけないと思います!（佐倉深雪）
- ママレード・ボーイ（小石川光希）
- 妄想代理人（鷺月子）
- RAVE（エリー / リーシャ・バレンタイン）

2005年
- IGPX（エリサ・ドゥーリトル、メイド）
- OVERMANキングゲイナー（アナ・メダイユ）
- GIRLSブラボー（ミハル・セナ・カナカ）
- 巌窟王（ユージェニー・ド・ダングラール）
- 今日からマ王!（アニシナ）
- 恋風（千鳥要）
- 金色のガッシュベル!!（ナオミ、仲村マリ子、木山つくし、ハイド、マリル王女、コゴロウ）
- 最遊記RELOAD（旬斗、旬斗・力斗の母）
- サムライチャンプルー（八葉）
- スクラップド・プリンセス（ウイニア・チェスタ）
- 蒼穹のファフナー（遠見弓子）
- 高橋留美子劇場（小鳩）
- 高橋留美子劇場 人魚の森（母親）
- Di Gi Charat（ラ・ビ・アン・ローズ）
- DearS（ミゥ）
- 花右京メイド隊 LaVerite（剣コノヱ）
- B-伝説! バトルビーダマン（マリリン）
- 光と水のダフネ（葉山静香）
- プラネテス（リュシー・アスカム、シア）
- 忘却の旋律（忘却の旋律）

2006年
- 韋駄天翔（ユウキ）
- ガン×ソード（カルメン99）
- 神無月の巫女（姫宮千歌音）
- 最遊記 RELOAD GUNLOCK（坤）
- ジャングルはいつもハレのちグゥ（スチュワーデス）
- Paradise Kiss（早坂卓）
- BLEACH（朽木ルキア、夏井真花）
- BOYS BE…（水谷亜紀）
- MÄR-メルヘヴン-（小雪、スノウ）

2007年
- アイシールド21
- 攻殻機動隊 STAND ALONE COMPLEX Solid State Society（タチコマ）
- 涼宮ハルヒの憂鬱（長門有希、榎本美夕紀）
- TOKKO 特公（伊吹涼子）
- 火の鳥（マリモ）
- 魔界戦記ディスガイア（エトナ）
- 流星のロックマン（星河あかね）

2008年
- コードギアス 反逆のルルーシュ（ユーフェミア・リ・ブリタニア、アーサー、ルルーシュ・ランペルージ〈少年時代〉）
- 天元突破グレンラガン（ヨーコ）
- NARUTO -ナルト-（大蛇丸〈少年時代〉）
- BLUE DRAGON（クルック）
- らき☆すた（柊つかさ、岩崎みなみ、茅原みのり、長門店員）

2009年
- コードギアス 反逆のルルーシュR2（アーサー、ルルーシュ・ランペルージ〈少年時代〉、水無瀬むつき）
- MONSTER（トルコ人女性）

2010年
- 結界師（少女）
- 涼宮ハルヒの憂鬱（2009年版）（長門有希）
- Wild Animal Baby Explorers（スキップ）

2011年
- デュラララ!!（園原杏里）
- Pom Pom and Friends（ポムポム）

2012年
- Pom Pom and Friends（ママバード）

2013年
- ZETMAN（天城小葉）
- ぬらりひょんの孫（花開院ゆら）
- Fate/Zero（遠坂葵、マーサ・マッケンジー）
- LUPIN the Third -峰不二子という女-（峰不二子）

2014年
- 美少女戦士セーラームーン（ルナ）※ビズメディア版

2015年
- ジョジョの奇妙な冒険（エリナ・ペンドルトン→エリナ・ジョースター）
- スマイルプリキュア!（青木静子）
- ソードアート・オンラインII（シノン / 朝田詩乃）
- 長門有希ちゃんの消失（長門有希）
- 美少女戦士セーラームーンR（ルナ）※ビズメディア版

2017年
- Fate/Apocrypha（トゥール、アーサー王 / アルトリア、ジャンヌの母）
- ルパン三世 PART IV（峰不二子）

2019年
- 鬼滅の刃（竈門竹雄） - 3シリーズ
- ルパン三世 PART5（峰不二子）

2020年
- 新サクラ大戦 the Animation（神崎すみれ）
- ルパン三世 グッバイ・パートナー（峰不二子）

 2021年
- ルパン三世 プリズン・オブ・ザ・パスト（峰不二子）
- ルパン三世 (TV第1シリーズ)（峰不二子）

2022年
- ルパン三世 PART6（峰不二子）
- ルパン三世 EPISODE:0 ファーストコンタクト（峰不二子）
- ルパン三世VS名探偵コナン（峰不二子）
- BLEACH 千年血戦篇（朽木ルキア）

### 劇場アニメ
1998年
- プリンス・オブ・エジプト

2001年
- AKIRA（カオリ）※DVD版、ジョルジェット・ローズ名義

2002年
- カウボーイビバップ 天国の扉（会計）
- 機動戦士ガンダム 第08MS小隊 ミラーズ・リポート（キキ・ロジータ）

2003年
- WXIII 機動警察パトレイバー（泉野明）
- カードキャプターさくら 封印されたカード（大道寺知世）
- サクラ大戦 活動写真（神崎すみれ）
- ルパン三世 ルパンVS複製人間（峰不二子）

2004年
- 機動戦士ガンダムF91（セシリー・フェアチャイルド）
- ポーラー・エクスプレス

2005年
- デジモンフロンティア 古代デジモン復活!!（織本泉、フェアリモン）
- ママレード・ボーイ（小石川光希）

2006年
- 森のリトル・ギャング（人形の声、電話の玩具の声、他）

2008年
- カンフー・パンダ（子供の頃のタイ・ラン）
- 劇場版 NARUTO -ナルト- 大激突!幻の地底遺跡だってばよ（エミナ）
- 劇場版BLEACH MEMORIES OF NOBODY（朽木ルキア）
- ねずみの騎士デスペローの物語
- バイオハザード:ディジェネレーション（ラーニー・チャウラー）
- マダガスカル2

2009年
- 劇場版BLEACH The DiamondDust Rebellion もう一つの氷輪丸（朽木ルキア）
- モンスターVSエイリアン

2010年
- 涼宮ハルヒの消失（長門有希）
- ヨギ・ベア

2011年
- 劇場版 NARUTO -ナルト- 疾風伝 絆（アマル）
- 劇場版BLEACH Fade to Black 君の名を呼ぶ（朽木ルキア）
- 鉄拳 ブラッド・ベンジェンス（ソノシー・マクラーレン）
- 秒速5センチメートル（水野理紗）※バンダイ・エンタテイメント版
- ランゴ（ADRグループ）
- REDLINE（ソノシー・マクラーレン）

2012年
- 劇場版BLEACH 地獄篇（朽木ルキア）
- Fate/stay night Unlimited Blade Works（セイバー）

2013年
- カンフー・パンダ3
- メアリーと秘密の王国

2014年
- 風立ちぬ[6]
- 天才犬ピーボ博士のタイムトラベル（ADRグループ）
- ペンギンズ FROM マダガスカル ザ・ムービー（ADRループグループ）

2015年
- ホーム 宇宙人ブーヴのゆかいな大冒険（ADRグループ）

2016年
- アングリーバード（ADRループグループ）
- GAMBA ガンバと仲間たち（忠太）
- カンフー・パンダ3（ADRグループ）
- 君の名は。（宮水二葉、勅使河原の母）

2017年
- 劇場版美少女戦士セーラームーンR
- ボス・ベイビー（ADRボイスグループ）

2018年
- プリンス・チャーミング
- モンスター・ホテル クルーズ船の恋は危険がいっぱい?!
- ルパン三世 バビロンの黄金伝説（峰不二子、ラザーニア）

2019年
- アダムス・ファミリー

2020年
- ルパン三世 THE FIRST（峰不二子）

2021年
- アダムス・ファミリー2 アメリカ横断旅行!
- 劇場版 鬼滅の刃 無限列車編（竈門竹雄）
- 劇場版ポケットモンスター ココ（カレン）
- ミッチェル家とマシンの反乱
- ルパン三世VS名探偵コナン THE MOVIE（峰不二子）

2022年
- ハンクの肉球大決戦
- ボブズ・バーガーズ ザ・ムービー

2023年
- スパイダーマン:アクロス・ザ・スパイダーバース

### OVA
1999年
- 火聖旅団ダナサイト999.9（オペレーター）
- Ninja者（ユメ）
- 2000年
- ジャングルDEいこう!（九鬼波美）
- ふしぎ遊戯2

2001年
- 機動戦士ガンダム 第08MS小隊（キキ・ロジータ）

2002年
- ARMITAGE DUAL-MATRIX（受付）

2003年
- .hack//Liminality（水無瀬舞）

2004年
- キカイダー01 THE ANIMATION
- ここはグリーン・ウッド（五十嵐巳夜の母）※メディアブラスター版

2005年
- アクエリアンエイジSagaII〜Don't forget me…〜（藤宮真由美）
- コゼットの肖像（コゼット・ドーヴェルニュ）
- ストリートファイターZERO - THE ANIMATION -（春日野さくら）
- 戦闘妖精雪風（オペレーター）
- Di Gi Charat劇場 ぴよこにおまかせぴょ!（ラ・ビ・アン・ローズ）

2006年
- ファイナルファンタジーVII アドベントチルドレン（イリーナ）

2007年
- 戦闘妖精少女 たすけて! メイヴちゃん（シルフィードちゃん）

2010年
- 機動戦士ガンダムUC（ミヒロ・オイワッケン）

2011年
- Kung Fu Panda: Secrets of the Masters（ウサギ）

2019年
- ルパン三世 ルパンは今も燃えているか?（峰不二子）

### Webアニメ
2011年
- 涼宮ハルヒちゃんの憂鬱（長門有希）
- にょろーん ちゅるやさん（長門有希）

2015年
- 美少女戦士セーラームーンCrystal（ルナ）

2021年
- ラブ、デス&ロボット

2022年
- エルマーのぼうけん
- モンスター・ホテル 変身ビームで大パニック!

2023年
- ピーターと魔法の象（ADRグループ）
- ルパン三世VSキャッツ・アイ（峰不二子）

### ゲーム
2003年
- 真・三國無双3（孫尚香）
- 真・三國無双3 猛将伝（孫尚香）
- .hack//感染拡大 Vol.1
- .hack//悪性変異 Vol.2

2004年
- SDガンダムフォース 大決戦! 次元海賊デ・スカール!!（セーラ）
- シャドウハーツII（アリス・エリオット）
- 真・三國無双3 Empires（孫尚香）
- スターオーシャン Till the End of Time（ソフィア・エスティード）
- .hack//侵食汚染 Vol.3
- ドラッグオンドラグーン（アリオーシュ）
- ルパン三世 魔術王の遺産（峰不二子）

2005年
- イリスのアトリエ エターナルマナ2（ヴィーゼ・ブランシモン）
- 幻想水滸伝IV（フレア）
- 真・三國無双4（孫尚香）
- .hack//絶対包囲 Vol.4
- GROOVE ADVENTURE RAVE ファイティングライブ（エリー）

2006年
- グランディアIII（ミランダ）
- 金色のガッシュベル!! 激闘!最強の魔物達（ナオミ、ハイド）
- 真・三國無双4 猛将伝（孫尚香）
- 真・三國無双4 Empires（孫尚香）
- ヴァルキリープロファイル2 シルメリア（アリーシャ）
- 魔界戦記ディスガイア2（エトナ）
- ランブルローズXX（日ノ本零子）
- ワイルドアームズ ザ フィフスヴァンガード（アヴリル・ヴァン・フルール）

2007年
- イリスのアトリエ グランファンタズム（イリス・フォルトナー）
- エウレカセブン TR1:NEW WAVE（ルリ）
- エウレカセブン NEW VISION（ルリ）
- オーディンスフィア（ベルベット）
- 化石超進化 スペクトロブス（ジーナ）
- テイルズ オブ ザ ワールド レディアント マイソロジー（ルーティ・カトレット）
- BLEACH Wii 白刃きらめく輪舞曲（朽木ルキア）
- ペルソナ3（岳羽ゆかり）
- 無双OROCHI（孫尚香、甄姫）
- ルミナスアーク（サキ、クレア）
- ローグギャラクシー（ノーマ・キスリー）

2008年
- オペレーションダークネス
- カルドセプト サーガ
- 真・三國無双5（孫尚香、甄姫）
- 無双OROCHI 魔王再臨（孫尚香、甄姫）

2009年
- ストリートファイターIV（クリムゾン・ヴァイパー）

2010年
- Arcania: Gothic 4

2011年
- MARVEL VS. CAPCOM 3 Fate of Two Worlds（クリムゾン・ヴァィパー）

2012年
- アメイジング・スパイダーマン
- Saints Row: The Third
- バイオハザード リベレーションズ（ジル・バレンタイン）
- バイオハザード オペレーション・ラクーンシティ（ジル・バレンタイン）
- ファイナルファンタジーXIII-2

2014年
- ライトニング リターンズ ファイナルファンタジーXIII
- LEGO ムービー・ザ・ゲーム

2015年
- 絶対絶望少女 ダンガンロンパ Another Episode（煙蛇太郎、朝日奈悠太)

### テレビドラマ
出演年不明
- ARROW/アロー（ルーピング）
- アンフォゲッタブル 完全記憶捜査（ルーピング）
- E-Ring（ルーピング）
- WITHOUT A TRACE/FBI 失踪者を追え!（ルーピング）
- ウォーキング・デッド（ルーピング）
- NCIS 〜ネイビー犯罪捜査班（ルーピング）
- エバーウッド 遥かなるコロラド（ルーピング）
- THE KILLING/キリング（ルーピング）
- ギルモア・ガールズ（ルーピング）
- GREEK〜ときめきキャンパスライフ（ルーピング）
- コールドケース 迷宮事件簿（ルーピング）
- The Big C（ルーピング）
- ザ・プロテクター/狙われる証人たち（ルーピング）
- メンタリスト（ルーピング）
- CSI:科学捜査班（ルーピング）
- スーパーナチュラル（ルーピング）
- スターター・ワイフ〜私が離婚!?（ルーピング）
- ナイトライダーネクスト（ルーピング）
- Friday Night Lights（ルーピング）
- ボディ・オブ・プルーフ 死体の証言（ルーピング）
- ヤング・スーパーマン（ルーピング）

2006年
- South Beach（ルーピング）

2008年
- LOST（ジェーンの声）

2011年
- 新チャーリーズ・エンジェル（ルーピング）
- トーチウッド 人類不滅の日（ルーピング）

### 実写映画
1998年
- 微笑みをもう一度（ルーピング）

2003年
- リジー・マグワイア・ムービー（声）

2004年
- Employee of the Month（ヴォラグループ）
- 私たちは一体全体何を知っているというの!?（その他の声）

2006年
- X-MEN:ファイナル ディシジョン（ルーピング）
- ドリームガールズ（ルーピング）
- ボビー（ADRループグループ）

2007年
- AVP2 エイリアンズVS.プレデター（声）
- 噂のアゲメンに恋をした!（声）
- ジェイン・オースティンの読書会（ADRループグループ）
- グラインドハウス（ルーピング）
- ファンタスティック・フォー:銀河の危機（声）

2008年
- 愛人契約（ループグループ）
- Christmas Cottage（声）
- チョーク（ADRループグループ）

2009年
- ウルヴァリン:X-MEN ZERO（ルーピング）
- しあわせの隠れ場所（ルーピング）
- スター・トレック（ルーピング）
- Calvin Marshall（ADRグループ）
- ゲット・ロー（ループグループ）
- ブライダル・ウォーズ（声）

2010年
- アイアンマン2（ルーピング）
- バーニング・ブライト（ADRヴォラグループ）

2011年
- カワイイ私の作り方 全米バター細工選手権!（声）
- スパイキッズ4D:ワールドタイム・ミッション（コンピュータの声）
- ミッション: 8ミニッツ（ADRループグループ）
- グリーン・ランタン（ルーピング）
- リアル・スティール（ルーピング）

2012年
- センター・オブ・ジ・アース2 神秘の島（ADRループグループ）
- Black & White/ブラック & ホワイト（その他の声）
- マジック・マイク（ループグループ）
- ルビー・スパークス（その他の声）
- キャリー（ルーピング）

2014年
- アメイジング・スパイダーマン2（ルーピング）[6]
- キャプテン・アメリカ/ウィンター・ソルジャー（ADRループグループ）
- GODZILLA ゴジラ（ADRループグループ）[6]
- ドリーム ホーム 99％を操る男たち（ループグループ）
- ニード・フォー・スピード（ルーピング）

2015年
- ドリーム ホーム 99%を操る男たち（ループグループ）
- ブラック・スキャンダル（ADRループグループ）
- ラスト・ウィッチ・ハンター（ADRキャスト）
- ワイルド・スピード SKY MISSION（ADRループグループ）

2016年
- グランド・イリュージョン 見破られたトリック（ADRキャスト）
- ファウンダー　ハンバーガー帝国のヒミツ（ループグループ）

2017年
- ジャスティス・リーグ（ADRループグループ）
- ライフ（ループグループ）

2018年
- ザ・プレデター（ADRループグループ）
- MEG ザ・モンスター（ボイスオーバーパフォーマー）

2019年
- IT/イット THE END “それ”が見えたら、終わり。（ループグループ）
- X-MEN:ダーク・フェニックス（ADRループグループ）
- シャザム!（ADRループグループ）
- ターミネーター ニュー・フェイト（ループグループ）
- チア・アップ!（その他の声）
- 僕のワンダフル・ジャーニー（ADRボイスキャスト）
- 名探偵ピカチュウ（その他の声）

2021年
- トゥモロー・ウォー（ルーピング）

2022年
- スクリーム（ルーピング）
- Redeeming Love（声の出演）

2023年
- search/#サーチ2（ループグループ）
- ザ・フラッシュ（ループグループ）

### オリジナルビデオ
- ベートーベン5（2003年、サラ〈デイヴィ・チェイス〉のボイスマッチ）
- 血塗られた予定表（2011年、ADRループグループ）

### 配信映画
2019年
- わんわん物語（その他の声）

2020年
- クリスマス・クロニクル PART2（その他の声）

2021年
- 希望のカタマリ（声の出演）
- ザ・ユナイテッド・ステイツ vs. ビリー・ホリデイ（その他の声）
- バーブ&スター ヴィスタ・デル・マールへ行く（声の出演）

### 吹き替え
2001年
- 人造人間ハカイダー（カオル〈宝生舞〉）※ジョルジェット・ローズ名義

2003年
- プロジェクトA2 史上最大の標的

2004年
- 呪怨（徳永仁美〈伊東美咲〉）

2005年
- スカイハイ 劇場版（三輪レイ〈魚谷佳苗〉）

2018年
- カルロとマリク 2人の刑事
- マルセイユ

2019年
- Le Bazar de la Charité

### その他
出演年不明
- ジミー・キンメル・ライブ!（ボイスオーバー）

2008年
- アドベンチャーズ・イン・ボイス・アクティング（本人出演）